# Soldaderas

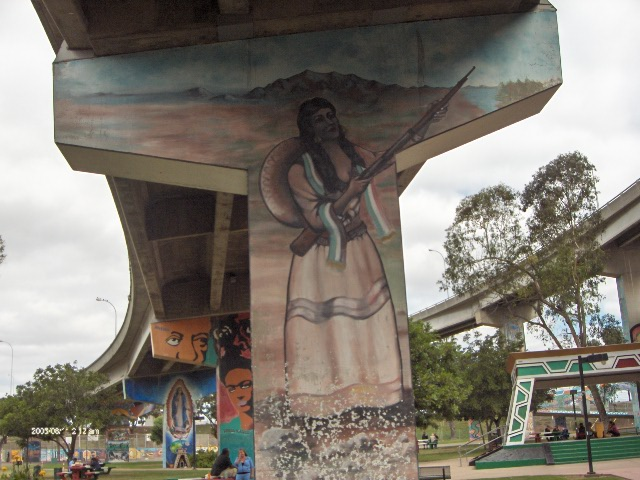
La Soldadera mural de Chicano Park, San Diego, Califórnia.

Soldaderas, eram mulheres trabalhadoras, camponesas, mestiças e indígenas que participaram ativamente na Revolução Mexicana, a partir de 1910.
As soldaderas lutaram tanto do lado do Governo Federal, apoiando o ditador Porfírio Díaz, como também batalharam em oposição à ditadura porfirista junto com os exércitos revolucionários. Em decorrência das atitudes de Porfírio Díaz com as expropriações de terras dos camponeses e indígenas[1], muitas mulheres lutaram em prol dos ideais revolucionários como a reforma agrária, pois sua subsistência estava ligada diretamente à terra. Já outras procuravam o exército em busca de uma forma de arrumar trabalho e sustento. Muitas iam junto com seus maridos e filhos e as mais novas, crianças de doze e treze anos iam acompanhando os pais, e mais tarde elas se tornavam soldaderas. No entanto, algumas eram sequestradas. Essas mulheres contribuíram intensamente com as tropas de diversas formas, seja no cotidiano dos exércitos, seja no campo de batalha.
A revolução mexicana foi uma luta pela independência, não só política e econômica, com relação as políticas liberalistas de desenvolvimento de Díaz que consistiu em integrar o México na economia mundial e a concentração de terras e riquezas para os latifundiários mexicanos e estadunidenses[1], mas também para as mulheres e homens que eram oprimidos por um sistema de dicotomia hierárquica na modernidade colonial, isto é, a distinção entre humano e não humano, sendo o homem, branco e europeu o humano e os não humanos eram as populações indígenas da América[2]. As mulheres tiveram chance de ascenderem militarmente através de cargos de comando no exército como os de capitanas, coronelas e generalas, desta forma as mulheres que se tornavam soldaderas buscavam mudar sua situação econômica.
As mulheres soldaderas realizavam muito dos serviços essenciais para o bom funcionamento do exército no cotidiano. Cuidavam dos suprimentos, dos equipamentos e dos feridos além de seus filhos, como também atuavam como espiãs, propagandistas políticas, contrabandistas de armas e munição, informantes, e também tinham papéis de liderança.
No entanto, por mais que as mulheres tivessem um papel fundamental no dia a dia elas eram subalternizadas, rebaixadas e marginalizadas dentro da estrutura militar, ganhavam menos que os homens[1] e tinham que passar por situações bem exaustivas, como por exemplo, enquanto os homens iam a cavalo, mulheres e crianças iam a pé.

### O mito da Adelita
La Adelita, é um corrido, canção popular mexicana, escrita durante a Revolução Mexicana de 1910.  Na música é descrita uma mulher bonita e corajosa que acompanha o exército e estava apaixonada por um sargento - “una musa que valiente los seguía /locamente enamorada del sargento./ Popular entre la tropa era Adelita/ la mujer que el sargento idolatraba/ y además de ser valiente era bonita/ que hasta el mismo Coronel la respetaba”. 
Porém, essa imagem foi construída para mostrar as soldaderas como mulheres dóceis e submissas, que acompanham o exército com o único objetivo, de amar um soldado. 
Dentro dessa sociedade patriarcal, ser uma soldadera produzia chance de uma possível igualdade de direitos com relação aos homens. Desta forma, para a sociedade machista e sexista, representar uma mulher forte e corajosa que luta por seus direitos não condiz com a ideologia patriarcal. Logo, a imagem das mulheres soldaderas foi transformada na mulher promíscua, representada pela Adelita[1]. Desta maneira, a história das mulheres soldaderas foi distorcida e ocultada. 
As Adelitas se perpetuaram na memória popular, sendo representadas, até os dias de hoje, como um símbolo de uma feminilidade idealizada.

### Mulheres notáveis
·        Petra Herrera
·        Margarita Neri
·        Angela/Ángel Jiménez
·        Rosa Bobadilla
·        Juana Ramona, “La Tigresa”.
·        Dolores Jiménez y Muro.
·        Maria Quiteras de Meras.
[1] Fernández, Delia. "From Soldadera to Adelita: The Depiction of Women in the Mexican Revolution," McNair Scholars Journal: Vol. 13: Iss. 1, Article 6, 2009.
[1] SALAS, Elizabeth. Soldaderas in the Mexican Military: Myth and History. Austin, Texas: University of Texas Press, 1990.
[1] Idem.
[2] LUGONES, María. Rumo a um feminismo descolonial. Revista Estudos Feministas, Florianópolis, v. 22, n. 3, p. 935-952, set. 2014. ISSN 1806-9584.
[1] Rampinelli, W. J. A Revolução Mexicana: seu alcance regional, precursores, a luta de classes e a relação com os povos originários. Revista Espaço Acadêmico, 90-107, 2011.